# Шарфе, Пауль
Пауль Ша́рфе (нем. Paul Scharfe, 6 сентября 1876, Данциг — 15 августа 1942, Штарнберг) — один из высших офицеров СС, обергруппенфюрер СС и генерал войск СС (20 апреля 1942).

## Биография
Пауль Шарфе родился 6 сентября 1876 года в Данциге в семье школьного завуча. Посещал гимназии в Данциге и Нойштадте. После окончания гимназии 25 августа 1895 года поступил на военную службу фанен-юнкером в 5-й гренадерский полк «Фридрих I» (4-й Восточно-прусский). 27 января 1897 года получает чин младшего лейтенанта. 15 августа 1897 года переводится в 55-й пехотный полк «граф Бюлов фон Денневитц» (6-й Вестфальский). 14 ноября 1903 года переходит в резерв Ландвера в чине лейтенанта. 1 декабря 1903 года поступает на службу в полицию. До 1912 года окружной комиссар Адденау в Провинции Позен. С 15 сентября 1914 по 1 октября 1915 года в качестве командира батальона принимает участие в боевых действиях на Восточном фронте. 1 октября 1915 года вернулся на службу в прусскую полицию и до октября 1919 года окружной комиссар Шримма в Провинции Позен. С 1 октября 1919 до 1 июля 1921 года окружной комиссар в Рисенгебирге и начальник управления по социальному обеспечению чинов полиции.
1 июля 1921 года был переведён в Галле. С 1 августа 1923 года начальник полицейской инспекции Галле — Север, с 1 мая 1927 года заместитель командира группы шуцполиции (Шупо) в Берлине. 1 октября 1931 года уволился из полиции и сразу вступил в НСДАП (билет № 665 697) и СС (билет № 14 220). С августа по октябрь 1931 года руководил службой безопасности (СД) в Главном штабе рейхсфюрера СС. С 10 октября 1931 года начальник отдела IIg (СД) в Главном штабе Рейхсфюрера СС. 22 июля 1932 года был заменён Рейнхардом Гейдрихом и назначен начальником отдела полиции в личном штабе рейхсфюрера СС. Близкий друг Пауля Хауссера, который привлёк его к работе в СС. 29 июня 1933 года назначен начальником суда СС в составе личного штаба рейхсфюрера СС. С 3 августа 1933 года руководитель Суда СС — специально созданного органа, рассматривавшего дисциплинарные проступки членов СС. Одновременно с 1 июня 1935 по 1 июня 1939 года возглавлял управление III (судебное) в составе Главного управления СС.

В 1938 году был избран депутатом Рейхстага. 1 июня 1939 года судебное управление СС было выведено из состава Главного управления СС и, получив равнозначный ему статус, стало именоваться Главным судебным управлением СС. В компетенцию Шарфе входило расследование дисциплинарных проступков и правонарушений членов СС, возбуждение уголовных дел, подготовка и вынесение судебных приговоров. Указом от 17 октября 1939 года члены СС и полиции были выведены из общей системы правосудия в Германии. Теперь они были подсудны только особым судам СС, которые подчинялись Шарфе. Выступая перед офицерами СС, Шарфе заявил:
Эсэсовец занимает, разумеется, особое положение по сравнению с обычным членом НСДАП, в особенности потому, что он в случае необходимости жертвует жизнью во имя защиты движения и фюрера. Это особое положение совершенно очевидно влечёт за собой особое обращение!
Более того, он считал, что эсэсовец не может быть подвержен ни гражданскому, ни даже партийному суду, но только суду и решению руководства СС.
Пауль Шарфе скончался 15 августа 1942 в Штарнберге от естественных причин.

## Награды
- Медаль «К 100-летию Кайзера Вильгельма I» 1897
- Железный крест, 2-го класса (1914)
- Почётный крест ветерана войны
- Памятный знак слета СА в Брауншвейге, 18-19 октября 1931 года
- Шеврон старого бойца
- Крест военных заслуг 1-й степени с мечами
- Крест военных заслуг 2-й степени с мечами
- Кольцо «Мёртвая голова»
- Почетная сабля рейхсфюрера СС